# Germansweek
Germansweek lub Week St. Germans – wieś i civil parish w Anglii, w Devon, w dystrykcie West Devon. W 2011 civil parish liczyła 163 mieszkańców. Germansweek jest wspomniana w Domesday Book (1086) jako Wiche/Wica/Wyca.